# Павильон № 9 «Юные техники» на ВДНХ
Павильон «Юные техники» (изначально «Торф») — девятый павильон ВДНХ, построенный в 1949—1954 годах.

## История
Павильон построен по проекту архитектора В. В. Жарова в 1949—1954 годах и изначально носил название «Торф». Первый деревянный павильон был построен в 1939 году и разобран уже в послевоенные годы. Внутри него располагался бассейн, в котором культивировались болотные растения: с помощью такого приёма наглядно демонстрировался процесс образования торфа. Существующий павильон построен в стиле сталинского ампира. Фасад украшен четырёхколонным портиком и композицией, имитирующей герб СССР, где на фоне глобуса отсутствуют колосья, на их месте расположены два серпа, на месте Северного полюса — красная звезда, а территория СССР на глобусе окрашена в болотно-зелёный цвет. В настоящее время композиция сохранилась, но одноцветно выкрашена в белый. Деревянные двери и оконные рамы украшены растительным орнаментом, а задний фасад — скульптурами торфообразующих растений.
Экспозиция павильона была посвящена торфу как полезному ископаемому, технологиям его добычи и переработки. В экспозиции были представлены как добывающая техника, так и художественные произведения, отражающие успехи СССР в данной отрасли. В 1959 году тематика была коренным образом изменена, павильон получил название «Юные натуралисты и техники». В 1964 году все прежние материалы вошли в состав новой экспозиции «Земледелие». В том же 1964 году сюда переместился Зал юных техников из соседнего восьмого павильона «Юные натуралисты». Теперь в экспозиции стали демонстрироваться плоды творчества советских школьников с научно-техническим уклоном: прежде всего, созданные ими модели техник. Одним из экспонатов новой экспозиции была действующая модель гидроэлектростанции. В 1966 году павильон получил название «Юные техники».
В настоящее время в павильоне представлено мультимедийное пространство «Театр сказок».